# Скајворп
Скајворп (енгл. Skywarp) је измишљени лик из популарне цртане серије Трансформерс, заснованој на линији играчака које су произвели Такара и Хасбро;

## Генерација 1
Скајворпово најмоћније оружје је способност телепортације. Нажалост за Десептиконе, углавном га користи за неслане шале са својим саборцима. Услед недостатка интелигенције, без Мегатроновог и Старскримовог надзора је потпуно бескористан.
Скајворп има исти алтернативни облик као и Старскрим и Тандеркрекер:  борбени авион.

### Анимирана серија
Скајворп је био један од Мегатронових пратилаца у свемирској потери за Аутоботима која је резултовала падом Арка на Земљу и деактивацијом свих присутних Трансформерса. Он је био први Трансформерс кога је, након вулканске ерупције, активирао Телетран 1. Скајворп се затим постарао и за активацију осталих Десптикона.
Као део Мегатронове ваздушне елите, Скајворп је заједно са Тандеркрекером био под Старскримовом директном командом. Док је са Тандеркрекером имао близак пријатељски однос, према Старскриму је, попут свог пријатеља, био хладан.
Током боравка на Земљи, Скајворп је учествовао у многим Десептиконским мисијама, мада никада није постигао завидне резултате. Ипак, за разлику од свог надређеног, остао је лојалан Мегатрону до самог краја.
2005. године, након напада на Аутобот Сити на Земљи, Скајворп је био један од повређених Десептикона које је Старскрим избацио у свемир. Уникрон је затим призвао и реформисао ове повређене ратнике, претворивши Скајворпа] у Сајклонуса, Галватроновог највернијег поданика (услед многих грешака у анимацији дугометражњег филма Трансформерси, неки фанови и даље воде дебату око тога да ли је Скајворп заиста био реформисан, и у кога).

### Амерички Марвел стрипови
Скајворп је био међу Десептиконима који су четири милиона година лежали деактивирани на Земљи. Након активације је учествовао у изградњи нове базе Десептикона и у отмици Спаркплага Витвикија. Три летача су приморала Спаркплага да пронађе начин за прераду нафте у облик енергије који би Десептикони могли да конзумирају, у чему је он и успео, али се и лукаво досетио да затрује супстанцу онеспособивши тако, између осталих, и Скајворпа. Када је Шоквејв постао командант армије, излечио је своје војнике, и Скајворп је наставио да верно служи Десептиконима све до своје деактивације и заробљеништва у Арку, након борбе са Омега Супримом.
Након жестоке битке између Аутобота и Десептикона, Конструктикони су ослободили тела Десептикона заробљених у Арку и активирали Скајворпа и његове саборце. Скајворп се затим нашао у рату између две фракције Десептикона, борећи се против Скорпнока, a на страни Ретбета. Смрт од руке бившег команданта Старскрима је дочекао уз Тандеркрекера.

### Британски Марвел стрипови
Напомена: Наведени су само догађаји који се разликују од (или се нису догодили у) Америчкој верзији стрипова
Када се Галватрон вратио у прошлост из 2006. године, у покушају да направи оружје којим би уништио Уникрона, Скајворп је, манипулисан од стране Аутобота, одиграо кључну улогу у његовом поразу. Аутоботи су Скајворпа офарбали у Старскримове боје и послали га према Галватрону, који га је, заменивши га за издајника и убицу његове пређашње персоне Мегатрона, истог тренутка убио из беса. Заваран обманом Аутобота, Галватрон је схватио као временски парадокс то што је наизглед успео да убије Старскрима и у прошлости и у будућности. Њему је то био довољан доказ да не може да промени своју будућност, те да се узалудно упустио у путовање кроз време.

## Армада
Скајворп и у Армади дели исти алтернативни облик - футуристички борбени авион - са Старскримом и Тандеркрекером, а по бојама и способности телепортације је идентичан свом имењаку из Генерације 1. Његов Миникон партнер је Тандерклеш.

### Анимирана серија
Скајворп се није појављивао у анимираној серији.

### Дримвејв стрипови
У Дримвејв стриповима, Скајворп се појављивао углавном у флешбековима, али су неке чињенице о њему ипак биле установљене. У овом континуитету је Старскрим заправо био Скајворпов рођак. Скајворп га је презирао, не само зато што је Старскрим био издајник, већ и зато што је, као војник, живео у сенци свог познатијег рођака, команданта ваздухопловне флоте Десептикона. Такође, за разлику од свог рођака, Скајворп је био потпуно лојалан Мегатрону.
Са Скевинџером је развио блиско пријатељство, не знајући да је он заправо био шпијун Аутобота. Ипак, пријатељска осећања су била узвраћена, и Скевинџер, који се дивио Скајворповом професионализму и одансоти, је тешка срца стао на упротну страну конфликта када је завршио мисију.